# Succinea pseudavara
Succinea pseudavara är en snäckart som beskrevs av Webb 1954. Succinea pseudavara ingår i släktet Succinea och familjen bärnstenssnäckor. Inga underarter finns listade i Catalogue of Life.